# میکل اییکمان
میکل اییکمان (سوئدی: Mikael Ekman؛ زادهٔ ۱۰ مه ۱۹۴۳) کارگردان، تهیه‌کننده و تدوین‌گر اهل سوئد است.
از فیلم‌هایی که وی در آن‌ها نقش داشته است، می‌توان به تعطیلات ساحلی تابستان گذشته و پیتر بدون دم اشاره نمود.